# Coscinia nigra
Coscinia nigra är en fjärilsart som beskrevs av Arnold Spuler 1906. Coscinia nigra ingår i släktet Coscinia och familjen björnspinnare. Inga underarter finns listade i Catalogue of Life.